# Masutani Yoichi
Yoichi Masutani (sinh ngày 1 tháng 8 năm 1976) là một cầu thủ bóng đá người Nhật Bản.

## Sự nghiệp câu lạc bộ
Yoichi Masutani đã từng chơi cho Avispa Fukuoka.